# Troldruner
Troldruner er en fantasy-bogserie skrevet af Margit Sandemo. Det er den sidste serie som Sandemo skrev. Serien består i alt af 11 bøger. Det meste af serien foregår i Österlen i Sverige i slutningen af middelalderen.
Temaer inkluderer kærlighed, fantasi og eventyr. Serien handler primært om hovedpersonerne Iliana og hendes partner Ravn, som er søn af den onde fyrst Bogislav. Deres største fjende er den onde måneheks. Iliana og Ravns mission er at beskytte sig selv og deres familier. Og derfor må de, i fællesskab med deres familie og efterkommere løse gåder fra fortiden, mens de kæmper mod ondskaben. 
Bøgerne blev udgivet mellem 2005-2007 og udkom første gang på dansk 2020-2021.
Serien er bl.a. udgivet på dansk, svensk og norsk

## Bøger i serien
|    | Titel                    | Originaltitel       | Udgivelsesår | Synopsis. |
| 1  | Skoven udenfor dagen     | Skogen bortom dagen | 2005         | Unge Iliana havde altid hørt, at skoven udenfor borgen var forhekset. Da en gruppe riddere, udsendt af den onde fyrst Bogislav, forsvandt sporløst, frygtede hun, hvad der ventede. Var hele byen i fare? Iliana søgte råd hos fyrstens yngste søn, selv om hun ikke længere var sikker på, hvem hun kunne stole på. Måske var flugt den eneste redning for dem alle. Men vejen gik gennem den mørke, farlige skov med alle dens hemmeligheder. |
| 2  | Sandhammaren             | Sandhammaren        | 2005         | Ilona og Ravn måtte i al hast flygte over Østersøen til Skåneland med den onde fyrstes mænd i hælene. Men ud for Skåne lå den berygtede Sandhammaren — skibskirkegården, hvor så mange skuder var gået til bunds. Ville Ilona og Ravns skib blive det næste? For Ilona var det trods alt den spirende kærlighed til Ravn, der var vigtigst. Bevidstheden om, at han snart ville forlade hende, sad som en torn i hjertet. |
| 3  | Hvor vinden finder hvile | Där vinden får vila | 2006         | Tiden var inde for Ravn til at sige farvel til Ilona og rejse videre for at finde godset, hvor hans mor voksede op. For Ilona føltes det, som om hjertet skulle briste, men Ravn kunne ikke love, at de ville mødes igen. Kun han selv vidste, at han led af en alvorlig sygdom. Ilonas længsel efter Ravn voksede sig stærkere, da hun med sine nye evner fornemmede, at han var i stor fare. Heldigvis fik hun hjælp af gode venner, og sammen med dem red hun efter Ravn for at redde ham fra truende farer. Det var ikke et øjeblik for tidligt.      |
| 4  | Blind måne               | Blind måne          | 2006         | Nu skulle Ilona endelig få sin Ravn, og Kristin og hendes elskede var også på vej mod alteret. Men endnu var de unges lykke truet af mange farer. Besat af den onde Måneheks rejste Ravns bror fra Hród til Skåneland for at dræbe Ravn og Ilona. Og kun Ravn kunne redde sin unge slægtning Magnus, som svævede i yderste livsfare, da grådige mennesker var ude efter hans arv. |
| 5  | Måneheksen               | Månehäxan           | 2006         | Den begavede og mystiske Iliana rejste til Norge for at lede efter sin farfar, Falk, som havde været sporløst forsvundet i flere år. Med sig havde hun den smukke Ylva og tre andre venner og slægtninge. Det var en håbefuld flok, som forlod Tunsberg, hvor de mødtes af den dygtige vejviser Robert, som selveste Ulveklanen havde sendt for at hjælpe dem. Ekstra spændende blev det for Ylva, som forelskede sig passioneret i den unge og flinke vejviser. Ingen vidste, at den farlige Måneheks også fulgte med — i en ny og djævelsk forklædning. |
| 6  | Sortelver                | Svartalver          | 2006         | Endelig fik Iliana og hendes venner Falks beretning at høre om alt det hæslige, der skete, efter han giftede sig med Silke — og opdagede den grumme sandhed om sin hustru. Sammen med trælkvinden Vinja lykkedes det ham at flygte og i løbet af nogle hektiske uger opleve den store kærlighed. Nu var årene gået, men Silke var stadig en dødelig trussel mod Falk og hans hjælpere. Skulle de vinde kampen, måtte de sætte deres lid til Iliana og hendes særlige evner.                                                                               |
| 7  | Den blå jord             | Den blå jorden      | 2006         | Ravn og hans gode hjælpere var på vej mod Måneheksens skjulested, da Bianca Marina, Ravns barnebarn, gjorde oprør, fordi hun mistrivedes og længtes hjem. Hun så ned på alt og alle, særlig Mischka, hendes unge vejviser. Endelig nåede de frem til Den blå jord, området, hvor selve ondskaben holdt til. Der begik de en fatal fejl, og det kom som et chok, at flere af dem gik i en fælde og forsvandt sporløst. |
| 8  | Stenulven                | Stenvargen          | 2007         | Endelig har Ravn og hans venner fundet Måneheksens gemmested. Lige i nærheden finder de også en stor ulv udhugget af bjerget, og nu gælder det om at tyde troldrunerne på stenulven, inden Måneheksen kommer tilbage. Yrsa er ulykkeligt forelsket i Mane. Han er glad for hende også, men Yrsa og Mane kommer fra vidt forskellige verdener. Hvordan kan de få en fremtid sammen? |
| 9  | Den de glemte            | Den glömda          | 2007         | Opgøret med Måneheksen spidser til, og Ravn og hans medhjælpere ser ud til at vinde en foreløbig sejr. Men endnu er vejen lang. For at slippe af med hende for altid, er de nødt til at finde graven, der tilhører den mand, som for længe siden vragede og forrådte hende. Samtidig ligger ondskaben på lur et sted i bjergene. Et farligt væsen, de regnede for tilintetgjort, er i færd med at vågne igen. |
| 10 | Ekko fra urtiden         | Eko från urtiden    | 2007         | Mischka var sønderknust af sorg, da hans store kærlighed, fyrstedatteren Bianca Marina giftede sig og forlod landet. Men det blev et ulykkeligt ægteskab for den unge prinsesse. Manden var utro og mishandlede hende, og da hendes far kom for at hente hende, lå hun i sengen, svært tilskadekommet. Det eneste, hun orkede, var at hviske Mischkas navn. Nu gjaldt det om at finde den unge mand, inden det var for sent. Familien frygtede for hendes liv, og Mischka var deres eneste håb.                                                           |
| 11 | Dagen gryr               | Dagen gryr          | 2007         | Efter mange fredfyldte år tog de unge i Ilonas familie kampen op mod Måneheksen for at blive hende kvit én gang for alle. Det, de ikke vidste, var, at hun havde holdt sig i ro, mens hun ventede på dem. Pludselig blev alt vendt op og ned, og Måneheksen og hendes søster blev jægerne. Tvillingerne Grif og Skarv blev bortført, og de andre vidste ikke deres levende råd. |